# Campionati mondiali di sollevamento pesi 2018 - 64 kg femminile
Le gare di sollevamento pesi della categoria fino a 64 kg femminile — pesi medi — dei campionati mondiali del 2018 si sono svolte dal 4 al 5 novembre 2018 ad Aşgabat presso la Weightlifting Arena dell'Aşgabat Olympic Complex.
Rattanawan Wamalun, inizialmente classificatasi al 3º posto – e quindi vincitrice della medaglia di bronzo – nel febbraio del 2019 venne riscontrata positiva a sostanze proibite e squalificata per due anni, fino al febbraio del 2021. La medaglia di bronzo fu riassegnata alla rumena Loredana Toma.
Lin Tzu-Chi, inizialmente classificatasi al 4º posto, venne squalificata per otto anni nel novembre 2018 per essere risultata positiva agli steroidi nel giugno del 2016; dapprima squalificata per due anni, in base a un ricorso presentato dalla WADA e dal Tribunale Arbitrale dello Sport la squalifica venne ampliata fino al novembre del 2026.

## Programma
L'orario indicato corrisponde a quello turkmeno (UTC+05:00)
| Data            | Orario | Evento   |
| --------------- | ------ | -------- |
| 4 novembre 2018 | 22:00  | Gruppo D |
| 5 novembre 2018 | 08:00  | Gruppo C |
| 5 novembre 2018 | 14:25  | Gruppo B |
| 5 novembre 2018 | 19:55  | Gruppo A |

## Medagliate
Per ciascun esercizio, le prime tre classificate sono le seguenti:
| Esercizio | Oro      | Oro    | Argento       | Argento | Bronzo           | Bronzo |
| --------- | -------- | ------ | ------------- | ------- | ---------------- | ------ |
| Strappo   | Deng Wei | 112 kg | Loredana Toma | 110 kg  | Karina Goricheva | 107 kg |
| Slancio   | Deng Wei | 140 kg | Rim Un-sim    | 134 kg  | Mercedes Pérez   | 127 kg |
| Totale    | Deng Wei | 252 kg | Rim Un-sim    | 239 kg  | Loredana Toma    | 234 kg |

## Record
Prima di questa competizione, i record mondiali esistenti erano i seguenti:
| Record mondiale | Strappo | Mondiale standard | 110 kg | — | 1º novembre 2018 |
| Record mondiale | Slancio | Mondiale standard | 138 kg | — | 1º novembre 2018 |
| Record mondiale | Totale  | Mondiale standard | 245 kg | — | 1º novembre 2018 |

## Risultati
| Pos. | Atleta                                | Gr. | Peso atleta | Strappo (kg) | Strappo (kg) | Strappo (kg) | Strappo (kg) | Slancio (kg) | Slancio (kg) | Slancio (kg) | Slancio (kg) | Totale   |
| Pos. | Atleta                                | Gr. | Peso atleta | 1            | 2            | 3            | Pos.         | 1            | 2            | 3            | Pos.         | Totale   |
| ---- | ------------------------------------- | --- | ----------- | ------------ | ------------ | ------------ | ------------ | ------------ | ------------ | ------------ | ------------ | -------- |
|      | Deng Wei (CHN)                        | A   | 62.84       | 110          | 110          | 112          |              | 135          | 138          | 140          |              | 252      |
|      | Rim Un-sim (PRK)                      | A   | 63.88       | 105          | 109          | 109          | 4            | 130          | 134          | 137          |              | 239      |
|      | Loredana Toma (ROU)                   | A   | 63.98       | 106          | 110          | 112          |              | 124          | 128          | 129          | 7            | 234      |
| 4    | Mercedes Pérez (COL)                  | A   | 63.73       | 100          | 105          | 108          | 5            | 127          | 131          | 131          |              | 232      |
| 5    | Assem Sadykova (KAZ)                  | B   | 63.77       | 96           | 101          | 104          | 6            | 120          | 125          | 130          | 4            | 226      |
| 6    | Karina Goricheva (KAZ)                | B   | 62.88       | 100          | 100          | 107          |              | 113          | 117          | 121          | 17           | 224      |
| 7    | Tima Turieva (RUS)                    | A   | 63.58       | 96           | 101          | 101          | 7            | 117          | 122          | 126          | 12           | 223      |
| 8    | Rosivé Silgado (COL)                  | A   | 63.84       | 95           | 98           | 98           | 10           | 125          | 129          | 130          | 6            | 223      |
| 9    | Angie Palacios (ECU)                  | C   | 63.99       | 91           | 95           | 100          | 8            | 115          | 120          | 122          | 10           | 222      |
| 10   | Maude Charron (CAN)                   | B   | 62.77       | 97           | 97           | 97           | 11           | 120          | 123          | 123          | 9            | 220      |
| 11   | Giorgia Bordignon (ITA)               | A   | 63.52       | 95           | 95           | 100          | 9            | 120          | 124          | 124          | 15           | 220      |
| 12   | Yusleidy Figueroa (VEN)               | B   | 62.14       | 93           | 95           | 95           | 20           | 121          | 125          | 130          | 5            | 218      |
| 13   | Mattie Sasser (USA)                   | A   | 63.43       | 94           | 97           | 100          | 12           | 120          | 121          | 125          | 13           | 218      |
| 14   | Tatiana Aleeva (RUS)                  | B   | 61.99       | 90           | 94           | 95           | 14           | 114          | 119          | 122          | 11           | 217      |
| 15   | Sarah Davies (GBR)                    | B   | 63.70       | 92           | 94           | 95           | 16           | 118          | 121          | 123          | 8            | 217      |
| 16   | Zoe Smith (GBR)                       | B   | 63.34       | 92           | 92           | 95           | 13           | 117          | 120          | 120          | 14           | 215      |
| 17   | Anni Vuohijoki (FIN)                  | B   | 63.80       | 92           | 94           | 95           | 15           | 114          | 115          | 118          | 16           | 213      |
| 18   | Park Min-kyung (KOR)                  | C   | 62.01       | 90           | 93           | 96           | 17           | 110          | 115          | 115          | 21           | 208      |
| 19   | Rakhi Halder (IND)                    | B   | 63.58       | 88           | 92           | 94           | 22           | 116          | 120          | 120          | 19           | 208      |
| 20   | Hunter Elam (USA)                     | B   | 63.72       | 90           | 93           | 94           | 29           | 114          | 116          | 117          | 18           | 207      |
| 21   | Kumushkhon Fayzullaeva (UZB)          | B   | 63.21       | 90           | 93           | 94           | 30           | 112          | 115          | 116          | 20           | 206      |
| 22   | Kiana Elliott (AUS)                   | B   | 62.97       | 92           | 92           | 95           | 23           | 110          | 113          | 116          | 23           | 205      |
| 23   | Namika Matsumoto (JPN)                | B   | 63.63       | 93           | 93           | 95           | 21           | 109          | 109          | 111          | 26           | 204      |
| 24   | Mahassen Fattouh (LBN)                | C   | 63.89       | 86           | 89           | 92           | 32           | 109          | 114          | 116          | 22           | 203      |
| 25   | Nuray Levent (TUR)                    | C   | 62.90       | 89           | 90           | 94           | 27           | 108          | 112          | 115          | 24           | 202      |
| 26   | Kim Ye-ra (KOR)                       | D   | 63.77       | 84           | 86           | 89           | 31           | 105          | 108          | 111          | 25           | 200      |
| 27   | Lisa Marie Schweizer (GER)            | C   | 62.89       | 88           | 91           | 91           | 24           | 105          | 108          | 110          | 33           | 199      |
| 28   | Beáta Jung (HUN)                      | C   | 63.80       | 90           | 90           | 93           | 19           | 101          | 105          | 108          | 36           | 198      |
| 29   | Philippa Malone (AUS)                 | C   | 63.60       | 90           | 93           | 93           | 25           | 108          | 112          | 112          | 31           | 198      |
| 30   | Saara Leskinen (FIN)                  | C   | 63.61       | 87           | 90           | 90           | 28           | 105          | 108          | 111          | 32           | 198      |
| 31   | Sjuzanna Valodz'ka (BLR)              | C   | 61.43       | 85           | 90           | 92           | 26           | 103          | 108          | 108          | 34           | 198      |
| 32   | Ganzorigiin Anuujin (MGL)             | C   | 63.72       | 89           | 89           | 92           | 33           | 109          | 113          | 113          | 28           | 198      |
| 33   | Irene Martínez (ESP)                  | C   | 63.74       | 90           | 93           | 95           | 18           | 104          | 104          | 104          | 37           | 197      |
| 34   | Olauwatoyin Adesanmi (NGR)            | D   | 62.93       | 85           | 85           | 90           | 35           | 110          | 110          | 115          | 27           | 195      |
| 35   | Ana de Gregorio (ESP)                 | D   | 63.60       | 84           | 84           | 87           | 34           | 98           | 103          | 106          | 35           | 193      |
| 36   | Rachel Siemens (CAN)                  | D   | 63.15       | 82           | 84           | 86           | 36           | 105          | 108          | 108          | 30           | 192      |
| 37   | Mona Pretorius (RSA)                  | C   | 63.81       | 83           | 83           | 88           | 37           | 102          | —            | —            | 38           | 185      |
| 38   | Yasmin Zammit Stevens (MLT)           | D   | 63.63       | 80           | 83           | 83           | 39           | 96           | 99           | 101          | 40           | 179      |
| 39   | Mabia Akhter (BAN)                    | D   | 62.84       | 75           | 79           | 79           | 41           | 100          | 100          | 103          | 39           | 179      |
| 40   | Eliška Pudivítrová (CZE)              | D   | 63.58       | 75           | 75           | 79           | 40           | 96           | 99           | 99           | 41           | 178      |
| 41   | Megan Signal (NZL)                    | D   | 62.97       | 75           | 79           | 82           | 38           | 95           | 100          | 100          | 45           | 177      |
| 42   | Robyn February (RSA)                  | D   | 62.55       | 74           | 78           | 82           | 42           | 98           | 99           | 99           | 42           | 177      |
| 43   | Ivana Horná (SVK)                     | D   | 63.27       | 75           | 78           | 80           | 43           | 97           | 97           | 98           | 43           | 176      |
| 44   | Eliška Fernezová (SVK)                | D   | 63.68       | 74           | 74           | 77           | 44           | 95           | 100          | 100          | 44           | 169      |
| —    | Akane Yoshida (JPN)                   | C   | 61.67       | 87           | 87           | 87           | —            | 106          | 109          | 109          | 29           | —        |
| —    | Kim Hyo-sim (PRK)                     | A   | 63.99       | 111          | 111          | 111          | —            | —            | —            | —            | —            | —        |
| DSQ  | Lin Tzu-chi (TPE)                     | A   | 63.48       | 105          | 105          | 108          | —            | 130          | 130          | 133          | —            | —        |
| DSQ  | Rattanawan Wamalun (THA)              | A   | 63.38       | 99           | 102          | 105          | —            | 131          | 135          | 137          | —            | —        |
| —    | Amanda Poulsen (DEN)                  | D   | ritirata    | ritirata     | ritirata     | ritirata     | ritirata     | ritirata     | ritirata     | ritirata     | ritirata     | ritirata |
| —    | Galya Shatova (BUL)                   | D   | ritirata    | ritirata     | ritirata     | ritirata     | ritirata     | ritirata     | ritirata     | ritirata     | ritirata     | ritirata |
| —    | Elisa Ravololoniaina (MAD)            | D   | ritirata    | ritirata     | ritirata     | ritirata     | ritirata     | ritirata     | ritirata     | ritirata     | ritirata     | ritirata |
| —    | Sitrakiniaina Randrianandrasana (MAD) | D   | ritirata    | ritirata     | ritirata     | ritirata     | ritirata     | ritirata     | ritirata     | ritirata     | ritirata     | ritirata |